# Noël Henderson
Pour les articles homonymes, voir Henderson.
Noel Joseph Henderson, est né le 10 août 1928 à Drumahoe (Irlande du Nord) et décédé le 27 août 1997 à Belfast. C’est un joueur de rugby à XV sélectionné en équipe d'Irlande au poste de trois-quarts centre.

## Carrière
Henderson honore sa première sélection le 26 février 1949 contre l'Écosse et sa dernière   contre la France, le 18 avril 1959.
Henderson est onze fois capitaine de l'équipe d'Irlande. Il dispute un test match avec les Lions britanniques en 1950 contre les All-Blacks.

## Palmarès
- Quarante sélections avec l'Irlande.
- Sélections par années : 2 en 1949, 1 en 1950, 5 en 1951, 4 en 1952, 4 en 1953, 5 en 1954, 4 en 1955, 2 en 1956, 3 en 1957, 5 en 1958, 4 en 1959.
- Onze Tournois des Cinq Nations disputés : de 1949 à 1959 inclus.